# Am Timan
Am Timan   este un oraș  în  partea de sud-est a Ciadului, pe valea râului intermitent Bahr Salamat. Centru administrativ al regiunii  Salamat.